# Hokkaidō-Erdbeben 2018
Das Hokkaidō-Erdbeben ereignete sich am 6. September 2018 um 03:08 Uhr Ortszeit im südlichen Hokkaidō in der japanischen Unterpräfektur Iburi.

## Verlauf

### Hauptbeben
Um 3:08 Uhr Ortszeit bebte die Erde mit einer Stärke von 6,6 Mw auf der Momenten-Magnituden-Skala. Das Epizentrum des Erdbebens lag in der Nähe von Tomakomai, mit einer Herdtiefe von 35 Kilometern. Die Japan Meteorological Agency (JMA) registrierte eine Magnitude von 6,7 Mjma und eine maximale Intensität von 7 auf der JMA-Skala. Erschütterungen durch das Erdbeben waren außer auf Hokkaidō auch in der Präfektur Aomori stark zu spüren.

#### Geophysikalische, geologische und klimatische Umgebung
Am Ort des Hokkaidō-Erdbebens bewegt sich die Pazifische Platte mit einer Geschwindigkeit von etwa 87 mm pro Jahr in Relation zur Nordamerikanischen Platte in Richtung Nordwesten und kollidiert mit der Nordamerikanischen, der Eurasischen und der Philippinischen Platte entlang der Westpazifischen Subduktionszone, was zu häufigen Erdbeben führt.
Laut den Ergebnissen des Earthquake Research Committee, das von der Regierungsorganisation Headquarters for Earthquake Research Promotion (地震調査研究推進本部) eingerichtet wurde, stand das Erdbeben nicht in Verbindung mit der Ishikari-Verwerfungszone (genauer: Ishikari-teichi-toen-Verwerfungszone). Stattdessen soll es sich eher um ein Intraplatten-Erdbeben des Aufschiebung-Typs (engl.: reverse fault-type) gehandelt haben, bei dem also ein Hangendes Grundgestein entlang der Oberfläche einer tektonischen Falte auf ein Liegendes Grundgestein geschoben wurde. Bei dieser für das Erdbeben verantwortlichen Störung habe es sich also um eine andere Verwerfungszone gehandelt, bei der sich die Blöcke bis zu rund 30 km in Nord-Süd-Richtung bewegt hätten. Der südliche Mittelteil der Präfektur Hokkaidō nahe dem Epizentrum neigt dazu, aufgrund von Spannungen aus östlicher und westlicher Richtung Druck aufzubauen, der Erdbeben wie das Hokkaidō-Erdbeben 2018 verursachen soll. Bereits in der Vergangenheit hatte das gleiche Gebiet auch Erdbeben der Magnitude 5 bis 6 erlebt.
Das gewaltige Beben löste Erdrutsche in einem Gebiet von etwa 20 km mal 20 km im Hinterland der Stadt Atsuma aus. Dieses Gebiet besteht im Untergrund aus neogenen Sedimentgesteinen und ist größtenteils mit Bimssteinschichten in Lapilli-Größe (1,5 mm Korngröße) vom Vulkan Tarumae (樽前山) bedeckt. Oberflächennahe Bodenschichten, die niedrige bis mittlere Gebirgszüge bedecken, stehen in Wechsellagerung mit dem Bimsstein und Vulkanischer Asche. Die Oberflächengeologie hat im Gebiet um das Epizentrum des Erdbebens eine Gesamtmächtigkeit von etwa 4 bis 5 m. Experten machten das hohe Vorkommen von lockerer vulkanischer Erde auf Hokkaidō für die besondere Anfälligkeit der Insel für Erdrutsche verantwortlich.
Nur einen Tag vor dem Erdbeben hatte der mächtige Taifun Jebi (Taifun 21 des Jahres 2018 in Japan), der als stärkster Taifun in Japan seit 25 Jahren angesehen wurde und landesweit 14 Menschenleben forderte, zu kräftigen Niederschlägen in der Region des Erdbebens auf Hokkaidō geführt, die das Erdreich auf Hügeln und Bergen Hokkaidōs lockerten. Laut JMA hatte die Akkumulierte Niederschlagsmenge in den letzten 3 Tagen vor dem Erdbeben (vom 3. bis 5. September) fast 100 mm erreicht.

#### Seismische Intensität
Im Ortsteil Shikanuma (鹿沼) der Stadt Atsuma erreichte das Beben die maximale seismische Intensität von 7 auf der JMA-Skala. Es handelte sich um das erste Erdbeben der Präfektur Hokkaidō, bei dem eine Intensität der Stufe 7 beobachtet wurde. Zugleich war es das erste Erdbeben in Japan mit einer so hohen Intensität seit dem Kumamoto-Erdbeben 2016, dem sechsten Erdbeben, für das in der Geschichte Japans eine Intensität der Stufe 7 aufgezeichnet wurde.
| Shindo (Intensität) | Präfektur | Ortsnamen |
| ------------------- | --------- | --- |
| 7                   | Hokkaidō  | Atsuma |
| 6+                  | Hokkaidō  | Abira, Mukawa |
| 6-                  | Hokkaidō  | Sapporo-Higashi-ku, Chitose, Hidaka, Biratori |
| 5+                  | Hokkaidō  | Sapporo-Kiyota-ku, -Shiroishi-ku, -Teine-ku, -Kita-ku, Tomakomai, Ebetsu, Mikasa, Eniwa, Naganuma, Shinhidaka, Niikappu                                                 |
| 5-                  | Hokkaidō  | Sapporo-Atsubetsu-ku, -Toyohira-ku, -Nishi-ku, Hakodate, Muroran, Iwamizawa, Noboribetsu, Date, Kitahiroshima, Ishikari, Shinshinotsu, Nanporo, Yuni, Kuriyama, Shiraoi |

### Nachbeben

Nachbeben

Bis Ende März 2019 kam es zu 344 nachfolgenden Erdbeben mit einer Intensität von 1 oder höher (1 Erdbeben mit einer Intensität von 6-, 2 Erdbeben mit einer Intensität von 5-, 21 Erdbeben mit einer Intensität von 4, 38 Erdbeben mit einer Intensität von 3, 89 Erdbeben mit einer Intensität von 2 und 193 Erdbeben mit einer Intensität von 1).

## Auswirkungen
Es kam zu 227 Sedimentkatastrophen (sämtlich in der Präfektur Hokkaidō), darunter 133 Brüchen in Felswänden (davon 111 in Atsuma und 3 in Mukawa) und 94 Schuttlawinen (90 in Atsuma Town).

### Opfer
Tote und Vermisste
Durch das Beben kamen nach Angaben der Brand- und Katastrophenschutzbehörde (FDMA) 43 Menschen ums Leben (davon 36 Einwohner in Atsuma, drei in Sapporo, zwei in Tomakomai sowie je einer in Mukawa und Shinhidaka).
Haupttodesursache waren Sedimentkatastrophen (inklusive Erdrutsche und Schuttlawinen). Insbesondere führte ein großer Erdrutsch auf dem Hügel in der Stadt Atsuma zu vielen Toten sowie Schwer- und Leichtverletzten. Berichten zufolge waren 36 Personen durch Erdrutsche ums Leben gekommen (bei einem Zwischenstand von insgesamt 41 Todesopfern durch das Erdbeben).
Rund 40.000 Einsatzkräfte mit Räumfahrzeugen, Hubschraubern und Suchhunden wurden für die Suche nach Verschütteten eingesetzt. Am 10. September wurde die letzte als vermisst gemeldete Person gefunden.
Verletzte
48 Menschen wurden beim Beben schwer und 734 weitere leicht verletzt.
Evakuierungen
In der Präfektur Hokkaidō wurden 10 Notunterkünfte geöffnet, in die bis zu rund 17.000 Menschen evakuiert wurden. Nach einem Monat war die Zahl der Evakuierten auf unter 500 gesunken. In Atsuma wurden die Notunterkünfte am 6. Dezember 2018 geschlossen. Die letzte Notunterkunft in der Präfektur konnte am 21. Dezember 2018 in Mukawa geschlossen werden.

### Schäden
Gebäudeschäden
415 Wohngebäude wurden vollständig (192 in Atsuma, 92 in Abira, 84 in Sapporo, 26 in Mukawa, 17 in Kitahiroshima, 2 in Hidaka und je 1 in Ebetsu und in Chitose) und weitere 1.346 teilweise (530 in Sapporo, 332 in Abira, 278 in Atsuma, 110 in Mukawa, 52 in Hidaka, 17 in Ebetsu, 18 in Kitahiroshima, 3 in Biratori, 2 in Yuni und je 1 in Chitose, Noboribetsu, Hakodate und Tomakomai) zerstört. Weitere 8.607 Wohngebäude wurden beschädigt.
Die Anzahl der in Mitleidenschaft gezogenen Gebäude, bei denen es sich nicht um Wohngebäude handelte, betrug 2.260 (1.181 in Atsuma, 888 in Abira, 157 in Mukawa, 27 in Sapporo, 6 in Ebetsu und 1 in Biratori).
Erdrutsche
Das gewaltige Bebem löste Erdrutsche in einem Gebiet von etwa 400 Quadratkilometern im Hinterland der Kleinstadt Atsuma aus, dem Ort mit den meisten Opfern, und zerstörte Häuser am Fuße der dortigen Hänge.
Bodensenkungen
Das Erdbeben verursachte viele Wasserleitungsbrüche und Bodensenkungen. Besonders in Kiyota-ku und anderen Wohngebieten der Hügelzone im Südosten von Sapporo kamen Dutzende Häuser zu Schaden.
Bodenverflüssigung
Der Bezirk Satozuka in Kiyota-ku war zurückgewonnen worden, indem ein Tal mit vulkanischem Sandboden gefüllt worden war. Da der Grundwasserspiegel durch den Taifun Jebi hoch war, verflüssigten die Erdbebenerschütterungen den Boden bis unter den Grundwasserpegel, so dass schließlich Grundwasser in niedriger gelegenen Orten hervortrat und die Häuser in der Gegend stark beschädigte.
Brände
In einem Erdölindustriekomplex in der Stadt Muroran und im Wärmekraftwerk Tomatō-Atsuma kam es jeweils zu einem Brand. Beide Brände wurden noch am gleichen Morgen gelöscht, ohne dass es dabei zu Toten kam.
Stromversorgung
Zwei der drei Einheiten (Einheiten 2 und 4) des großen Wärmekraftwerks Tomatō-Atsuma, auf das rund 40 % des in der Präfektur Hokkaidō produzierten Stroms entfallen, schalteten sich unmittelbar nach dem Erdbeben automatisch ab. Die dritte Einheit (Einheit 1) wurde später wegen Beschädigung des Kesselrohrs und Druckabfall abgeschaltet. Der Ausfall der Stromerzeugung im Wärmekraftwerk Tomatō-Atsuma sowie der Ausfall von Wasserkraftwerken aufgrund von Unterbrechungen von Stromleitungen führten dazu, dass die verbliebene Stromerzeugung den Verbrauchsbedarf bei weitem nicht mehr decken konnte. Es kam zum ersten, das gesamte Versorgungsgebiet von Hokkaidō umfassenden großen Stromausfall (engl. blackout). Rund 3 Millionen Haushalte in der Präfektur Hokkaidō (bzw. 5,3 Millionen Einwohner) waren aufgrund dieses Stromausfalls ohne Strom. Eine vorgesehene Notstromversorgung von der Hauptinsel scheiterte am Ausfall eines Wechselrichters, der den vom Kernland gelieferten Gleichstrom als Wechselstrom in das Stromnetz Hokkaidōs einspeisen sollte.
Es kam zu großen Störungen in medizinischen Einrichtungen. In der Präfektur Hokkaidō waren 349 Krankenhäuser von Stromausfällen betroffen. Patienten, die medizinische Beatmungsgeräte oder Dialysebehandlungen benötigten, mussten daher aus diesen Krankenhäusern in andere überführt werden. 34 sogenannte Katastrophenkrankenhäuser (rund um die Uhr für die Notfall-Bereitstellung von Erste-Hilfe-Medikamenten zuständige Krankenhäuser) in den Gebieten mit Stromausfall konnten auf interne Stromerzeugung umstellen und ihren medizinischen Dienst so fortsetzen, weil ihre Notstromaggregate eine Kapazität von 60 % der normalen Stromquelle besaßen und sie außerdem Kraftstoffe für drei Tage Stromversorgung vorrätig hatten.
Die Kühlung von alten Brennelementen in Abklingbecken des stillgelegten Kernkraftwerks Tomari musste mit Notstromaggregaten versorgt werden.
Es dauerte etwa 45 Stunden, bis die Stromversorgung wieder in fast allen Gebieten hergestellt werden konnte. Zwei Tage nach dem Beben waren noch 20.000 Haushalte ohne Strom. Am 11. September 2018 war die Stromversorgung in allen Gebieten (mit Ausnahme der durch Erdrutsche unzugänglich gewordenen) wiederhergestellt.
Verkehr und Transport
Durch das Beben ausgelöste Erdrutsche machten einige Straßen unpassierbar, andere wurden durch Bodenverflüssigung beschädigt.
In vielen Gebieten fielen die Verkehrsampeln wegen der Stromausfälle aus, wodurch auch der Ferntransport per Lastwagen beeinträchtigt wurde. In verschiedenen Gebieten der Präfektur Hokkaidō und insbesondere in den städtischen Gebieten einschließlich Sapporos kam es dadurch zu einem Mangel an Bedarfsgütern wie Nahrungsmitteln, Artikeln des täglichen Bedarfs und Erdölbrennstoffen. Auch der Güterzugverkehr in der Präfektur wurden unmittelbar nach dem Erdbeben eingestellt, was wiederum die Lieferung landwirtschaftlicher Produkte wie Kartoffeln und Zwiebeln beeinträchtigte, die sich gerade in der Hauptsaison befanden. Die Regierung reagierte darauf, indem sie LKW-Transporte als Alternative zur Auslieferung zur Verfügung stellte.
Am Flughafen Neu-Chitose fielen am 6. September unmittelbar nach dem Erdbeben alle Flüge aus. Infolgedessen hingen viele ausländische Touristen im Stadtgebiet von Sapporo fest. Soweit sie keine Unterkunft ergattern konnten, waren sie gezwungen, einige Nächte in Gebäuden der Präfekturregierung oder in unterirdischen Gängen in Sapporo zu verbringen. Am Tag nach dem Erdbeben wurde fast die Hälfte der Inlandsflüge wieder aufgenommen. Nach zwei Tagen verkehrten auch die internationalen Flüge wieder.
Das Beben und der damit verbundene Stromausfall wirkten sich auch auf den öffentlichen Verkehr aus: Die Hokkaido Railway Company stellte den Zugverkehr auf der Insel ein, ebenso die U-Bahnen und Straßenbahnen in Sapporo. Im Laufe des 7. September wurde der Verkehr auf den meisten Linien wieder aufgenommen.
Wasser- und Gasversorgung
Wasserleitungsbrüche und andere Gründe führten zu Wasserausfällen, von denen bis zu 68.000 Haushalte in 44 Gemeinden betroffen waren.
In einigen Krankenhäusern fiel die Wasserversorgung aus, in einigen auch die Versorgung mit medizinischem Gas. Viele dieser Krankenhäuser mussten die Aufnahme ambulanter Patienten einstellen.
Nach etwa einem Monat (am 9. Oktober 2018) war die Wasserversorgung durch Instandsetzung von Stromversorgung und Wasserleitungen in allen Gebieten wiederhergestellt.
Wirtschaft
Der massive Stromausfall durch das Erdbeben führte zu erheblichen Wirtschaftseinbußen. Er zwang viele Produzenten, ihre Fabriken vorübergehend zu schließen. Einige Unternehmen lieferten Produkte und Komponenten von der japanischen Hauptinsel Honshū über den Luft- oder Seeweg. Japanweit kam es zu einem Engpass in der Milchversorgung, da die Milchindustrie in der Präfektur Hokkaidō, die normalerweise etwa 50 % der landesweiten Produktion Japans ausmacht, erdbebenbedingt nur noch eine eingeschränkte Menge an Milch produzieren konnte. Denn zum einen störte der Stromausfall die Produktionsprozesse (z. B. Melken, Kühlung) der Rohmilch (also dem Rohstoff für Trinkmilch und Butter), und zum anderen konnten nur zwei der insgesamt 39 Milchfabriken in der Präfektur mithilfe eigener Stromerzeugung den Betrieb fortsetzen.